# Erythromeris
Erythromeris är ett släkte av fjärilar. Erythromeris ingår i familjen påfågelsspinnare.
Kladogram enligt Catalogue of Life:
| Erythromeris | \| \| Erythromeris caesa \| \| \| \| \| \| Erythromeris flexilineata \| \| \| \| \| \| Erythromeris obscurior \| \| \| \| \| \| Erythromeris saturniata \| \| \| \| |
|              | \| \| Erythromeris caesa \| \| \| \| \| \| Erythromeris flexilineata \| \| \| \| \| \| Erythromeris obscurior \| \| \| \| \| \| Erythromeris saturniata \| \| \| \| |
|              | Erythromeris caesa |
|              | |
|              | Erythromeris flexilineata |
|              | |
|              | Erythromeris obscurior |
|              | |
|              | Erythromeris saturniata |
|              | |